# 基什·陶马什
基什·陶马什（匈牙利語：Kiss Tamás，1987年5月9日—），匈牙利男子皮划艇运动员。他曾代表匈牙利参加2008年夏季奥林匹克运动会皮划艇比赛，获得男子双人划艇1000米铜牌。